# Papiro 115
O Papiro 115 ({\displaystyle {\mathfrak {P}}}115) é um antigo papiro do Novo Testamento que contém fragmentos dos capítulos dois, três, cinco, seis, oito e quinze do Apocalipse de João.
Nomina sacra: ΙΗΛ ΑΥΤΟΥ ΠΡΣ ΘΩ ΘΥ ΑΝΩΝ ΠΝΑ ΟΥΝΟΥ ΟΥΝΟΝ ΚΥ ΘΝ ΑΝΟΥ ΟΥΝΩ.